# Fuente de Pinete (Moguer)
La fuente de Pinete se encuentra en Moguer, Provincia de Huelva (España). Fue construida en el siglo XIII, en estilo mudéjar. Está situada en el antiguo camino real hacia Sevilla y en ella se paraban todos los caminantes para refrescarse. Junto a ella se encuentra el puente de Pinete que data de la misma época y estilo que la fuente.

## Historia
Data del siglo XIII y está construido en estilo mudéjar, consta de un templete y fuente. La fuente, tiene la función de abastecimiento de agua, es de planta rectangular. El templete, donde se realiza la captación de agua, tiene forma cuadrangular y consta de muros coronados con una bóveda de cañón, existiendo tres vanos con arcos rebajados, uno de ellos cegados, apoyados en pilares angulares, y un surtidor en el centro, donde entra el agua desde el exterior por la cabecera de testero plano y a su vez sale a través de un canalillo o abrevadero al largo que desagua al Arroyo de Galarin. 
Está construido en fábrica de ladrillo macizo tomada con mortero da cal. Está asociado a la vía pecuaria Vereda de las Cumbres.
En esa época Moguer era una alquería almohade dependiente de la jurisdicción de Niebla, que adquirió relevancia como entidad rural y enclave portuario. Está situada a unos 1400 metros de Moguer en el antiguo camino Real que le comunicaba con Niebla y Sevilla desde la Baja Edad Media hasta aproximadamente 1873.